# Amphithalea
Amphithalea es un género de plantas fanerógamas perteneciente a la familia Fabaceae.

## Taxonomía
El género fue descrito por  Eckl. & Zeyh. y publicado en Enum. Pl. Afric. Austral. [Ecklon & Zeyher] 2: 167. 1836

## Especies aceptadas
A continuación se brinda un listado de las especies del género Amphithalea aceptadas hasta julio de 2014, ordenadas alfabéticamente. Para cada una se indica el nombre binomial seguido del autor, abreviado según las convenciones y usos.
Amphithalea comprende las siguientes especies:
- Amphithalea alba Granby
- Amphithalea axillaris Granby
- Amphithalea biovulata (Bolus) Granby
- Amphithalea bodkinii Dummer
- Amphithalea bowiei (Benth.) A. L. Schutte
- Amphithalea bullata (Benth.) A. L. Schutte
- Amphithalea cedarbergensis (Granby) A. L. Schutte
- Amphithalea ciliaris Eckl. & Zeyh.
- Amphithalea concava Granby
- Amphithalea cuneifolia Eckl. & Zeyh.
- Amphithalea cymbifolia (C. A. Sm.) A. L. Schutte
- Amphithalea dahlgrenii (Granby) A. L. Schutte
- Amphithalea ericifolia (L.) Eckl. & Zeyh.
- Amphithalea esterhuyseniae (Granby) A. L. Schutte
- Amphithalea flava (Granby) A. L. Schutte
- Amphithalea fourcadei Compton
- Amphithalea imbricata (L.) Druce
- Amphithalea intermedia Eckl. & Zeyh.
- Amphithalea micrantha (E. Mey.) Walp.
- Amphithalea minima (Granby) A. L. Schutte
- Amphithalea monticola A. L. Schutte
- Amphithalea muirii (Granby) A. L. Schutte
- Amphithalea muraltioides (Benth.) A. L. Schutte
- Amphithalea obtusiloba (Granby) A. L. Schutte
- Amphithalea oppositifolia L. Bolus
- Amphithalea pageae (L. Bolus) A. L. Schutte
- Amphithalea parvifolia (Thunb.) A. L. Schutte
- Amphithalea perplexa Eckl. & Zeyh.
- Amphithalea phylicoides Eckl. & Zeyh.
- Amphithalea purpurea (Granby) A. L. Schutte
- Amphithalea sericea Schltr.
- Amphithalea speciosa Schltr.
- Amphithalea spinosa (Harv.) A. L. Schutte
- Amphithalea stokoei L. Bolus
- Amphithalea tomentosa (Thunb.) Granby
- Amphithalea tortilis (E. Mey.) Steud.
- Amphithalea villosa Schltr.
- Amphithalea violacea (E. Mey.) Benth.
- Amphithalea virgata Eckl. & Zeyh.
- Amphithalea vlokii (A. L. Schutte & B.-E. van Wyk) A. L. Schutte
- Amphithalea williamsonii Harv.